# Marmerspanner
De marmerspanner (Ecliptopera silaceata) is een nachtvlinder uit de familie Geometridae, de spanners. De voorvleugellengte bedraagt 13 tot 17 millimeter. De soort overwintert als pop.
De vlinder heeft als leefgebied de zandgronden en komt vrij algemeen voor in Nederland en algemeen in België. De waardplanten zijn allerlei planten, waaronder met name groot springzaad.
De vliegtijd is van april tot en met augustus.